# Suissenégoce
 (juin 2023).
SUISSENÉGOCE, est l'association des entreprises suisses de négoce de matières premières et de transport maritime, résultant de l'union en 2014 de la Geneva Trading and Shipping Association, de la Lugano Commodity Trading Association, LCTA et de la Zoug Commodity Association, ZCA. Initialement connue sous le nom de Swiss Trading and Shipping Association, STSA, elle a changé de nom en juin 2023 pour devenir SUISSENÉGOCE.
L'association défend les intérêts de ses membres dans l'économie, la politique et le public et s'engage dans la formation continue, de l'apprentissage professionnel à l'enseignement universitaire. La STSA est présidée par Ramon Esteve, la secrétaire générale est Florence Schürch.

## Structure et membres
SUISSENÉGOCE est une association faîtière qui compte des membres directs ainsi que les organisations régionales à Zoug et Lugano, ainsi que leurs membres. Au total, elle compte environ 200 membres, dont certaines des plus grandes entreprises commerciales du monde comme Mercuria, Vitol ou les négociants en matières premières agricoles Archer Daniels Midland, Bunge, Cargill et le Groupe Louis-Dreyfus.